# Thomas Bek (Lincoln)
Thomas Bek (* 22. Februar 1283; † 15. Februar 1347) war ein Bischof der englischen Diözese Lincoln.

## Herkunft und Karriere als Geistlicher
Thomas Bek war der dritte Sohn von Walter Bek, einem Landadligen aus Lusby in Lincolnshire. Sein zweitältester Bruder war Antony Bek, der spätere Bischof von Norwich. Sein Vater starb bereits 1291, und Bek wuchs bei dem mit ihm verwandten Bischof Antony Bek von Durham auf. Auch Thomas wurde für eine geistliche Karriere bestimmt. Er studierte wahrscheinlich in Oxford, wo er vor 1317 einen Abschluss als Magister machte. Am 26. August 1317 erhielt er eine Pfründe an der Kathedrale von Salisbury, die er 1339 gegen das Rektorat von Brompton in Yorkshire tauschte. 1322 war er dazu Rektor der Kirche St Peter’s in Ingoldmells in Lincolnshire. Bischof Henry Burghersh von Lincoln erlaubte ihm dabei, drei weitere Jahre lang zu studieren und zugleich die Einkünfte aus seinen Pfründen zu beziehen. 1327 war Bek dazu Kanoniker in Lincoln, dazu hatte er den Grad eines Doktors des Kirchenrechts erworben. 1336 wurde er zum Rektor von Clayworth in Nottinghamshire ernannt. In diesen Ämtern ließ er sich von Kaplänen vertreten, denn am 7. Mai 1329 war er von Erzbischof William Melton von York zum führenden offiziellen Beamten des Erzbistums York ernannt worden. 

## Bischof von Lincoln
Für die damalige Zeit ungewöhnlich wurde Bek Anfang Januar 1341 ohne Protektion durch den König oder den Papst nach dem Tod von Bischof Burghersh vom Kathedralkapitel zum neuen Bischof von Lincoln gewählt. Damit gilt er als der letzte englische Bischof, der vor der Reformation unter Heinrich VIII. durch das Kathedralkapitel gewählt wurde. Am 1. März wurde seine Wahl vom König bestätigt, doch da Bek befürchtete, dass der Papst Vorbehalte gegen seine Wahl haben könnte, reiste er selbst nach Avignon. Dort wurde seine Wahl in der Tat nicht sofort bestätigt, und der Tod von Papst Benedikt XII. im April 1342 verzögerte die Bestätigung weiter. Erst der neue Papst Clemens VI. bestätigte schließlich am 26. Juni 1342 die Wahl und weihte ihn am 7. Juli zum Bischof.
Als Bischof wurde ihm noch 1342 vom König das Recht gewährt, seinen Klerus zu besteuern. Um ihnen dies mitzuteilen, lud er die Geistlichen seines Bistums zu einer Versammlung in die Kirche St Mary in Stamford. Seine Ankündigung der Besteuerung rief dort jedoch großen Protest hervor. 1343 begann Bek jedoch einen über zwei Jahre dauernden Streit mit der königlichen Regierung. Bek beschwerte sich über die Vergabe von Benefizien in seiner Diözese durch den König, unter anderem gegen die Vergabe einer Pfründe in Lincoln an den königlichen Beamten Thomas Hatfield. Er verweigerte die Bestätigung der Vergabe, worauf er vom Kronrat scharf darauf hingewiesen wurde, dass er als Geistlicher des Königs zu gehorchen habe. Als Bek sich weiterhin gegen die Vergabe wehrte, ließ der König die Amtsführung seines Verwalters untersuchen und diesen festnehmen. Dieser wurde daraufhin gewaltsam befreit und wandte sich an Papst Clemens VI., der daraufhin den Angriff auf den Verwalter verurteilte und die Angreifer exkommunizierte. Nur durch den Tod des Verwalters 1344 konnte eine weitere Eskalation zunächst verhindert werden, und 1345 musste Bek seinen Widerstand gegen die königliche Regierung aufgeben. Dennoch schwelte der Streit weiter. Bei der Vergabe einer Pfründe in Stamford kam es erneut zum Konflikt zwischen dem König und der Diözese Lincoln, die von einem päpstlichen Verwalter unterstützt wurde. Letztendlich exkommunizierte der Generalvikar John le Taillour am 18. Juni 1346 den Lordkanzler, den Lord Treasurer und selbst den König und die Königin. Daraufhin wurde Taillour unverzüglich verhaftet. Die Haltung von Bek in dieser Frage ist ungeklärt, da er vermutlich nur indirekt über seine Beamten seinen Einfluss ausübte. Letztendlich konnte der König sich durchsetzen, da er kurz nach der Exkommunikation zu seinem Feldzug nach Frankreich aufbrach und nach seinem Sieg bei Crécy als gefeierter Kriegsheld zurückkehrte. Angesichts seiner Popularität konnte er deshalb die bestehende Exkommunikation ignorieren. Zwar hatte Bek 1343 über seine Archidiakone neue, von Erzbischof John de Stratford erlassene Kirchenregeln verkünden lassen, doch über dem langjährigen Streit mit der königlichen Regierung vernachlässigte er seine Aufsicht über die Geistlichen seiner Diözese, was zu Missständen führte. Ein anderer langjähriger Rechtsstreit zwischen der Universität von Oxford und Kardinal Gaillard de la Mothe, dem Archidiakon von Oxford, konnte durch Beks Vermittlung dagegen 1345 beigelegt werden. 
Am 18. November 1346 verfasste er in Nettleham in Lincolnshire sein Testament, das er am 11. Februar 1347 ergänzte. Deshalb ist der gelegentlich als sein Todestag angegebene 2. Februar unwahrscheinlich. Nach seinem Wunsch wurde er in der Kathedrale von Lincoln beigesetzt. Er hinterließ erhebliche Schulden, weshalb Teile seines Landbesitzes verkauft werden mussten, sein weiterer Besitz fiel an seine Schwestern und an die Söhne seines ältesten Bruders John.